# La Turbie
La Turbie [la tyʁbi] (italienisch Turbia) ist eine Gemeinde mit 3012 Einwohnern (Stand 1. Januar 2022) im Département Alpes-Maritimes in Südostfrankreich. Sie liegt direkt oberhalb des Fürstentums Monaco.

## Geschichte

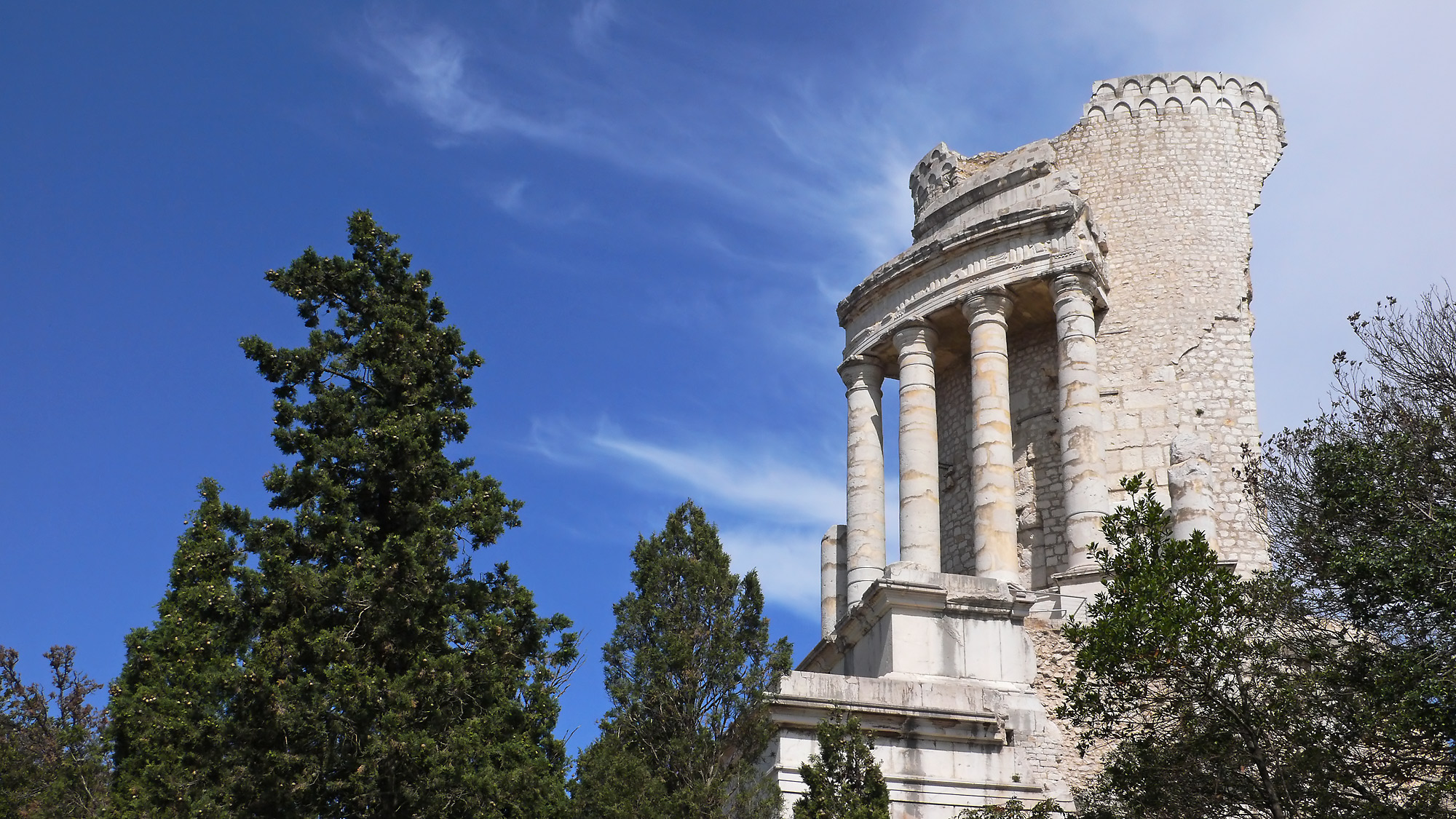
Römisches Siegesdenkmal

Die Stadt wurde mit Steinen aufgebaut, die größtenteils von einem römischen Siegesdenkmal stammen, dem Tropaeum Alpium. Es wurde 7/6 v. Chr. zur Zeit des Kaisers Augustus anlässlich des Siegs über verschiedene Alpenstämme errichtet. Von 1893 bis 1932 war La Turbie durch eine Zahnradbahn mit Beausoleil verbunden.
La Turbie war als Zielort der 1897 ausgetragenen Wettfahrt Marseille–La Turbie, dem wohl ersten Bergrennen für Automobile.

### Bevölkerungsentwicklung
| Jahr                       | 1962 | 1968 | 1975 | 1982 | 1990 | 1999 | 2009 | 2016 |
| Einwohner                  | 1522 | 1761 | 1826 | 1969 | 2609 | 3021 | 3170 | 3105 |
| Quellen: Cassini und INSEE |      |      |      |      |      |      |      |      |

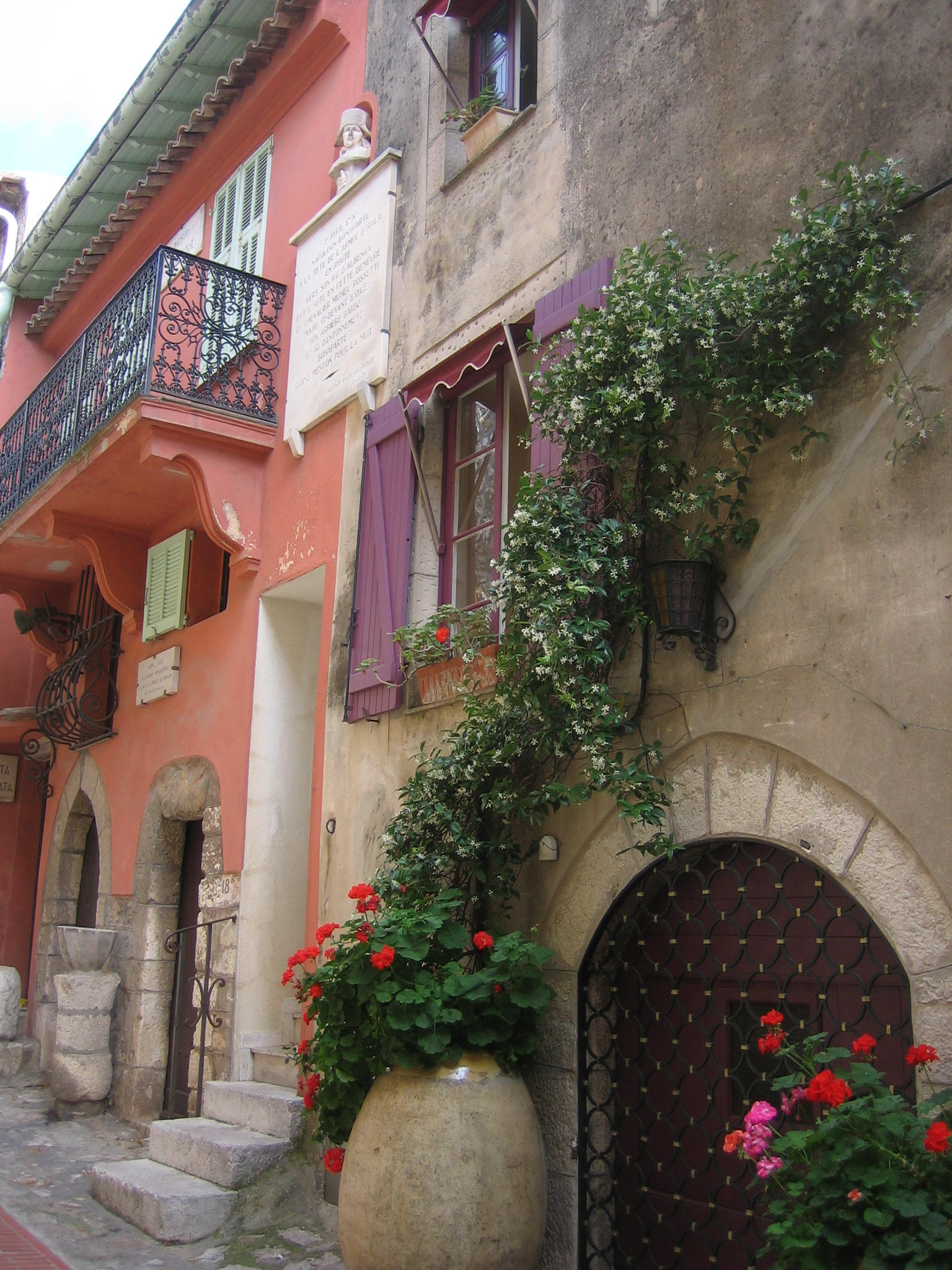
In der Altstadt von La Turbie
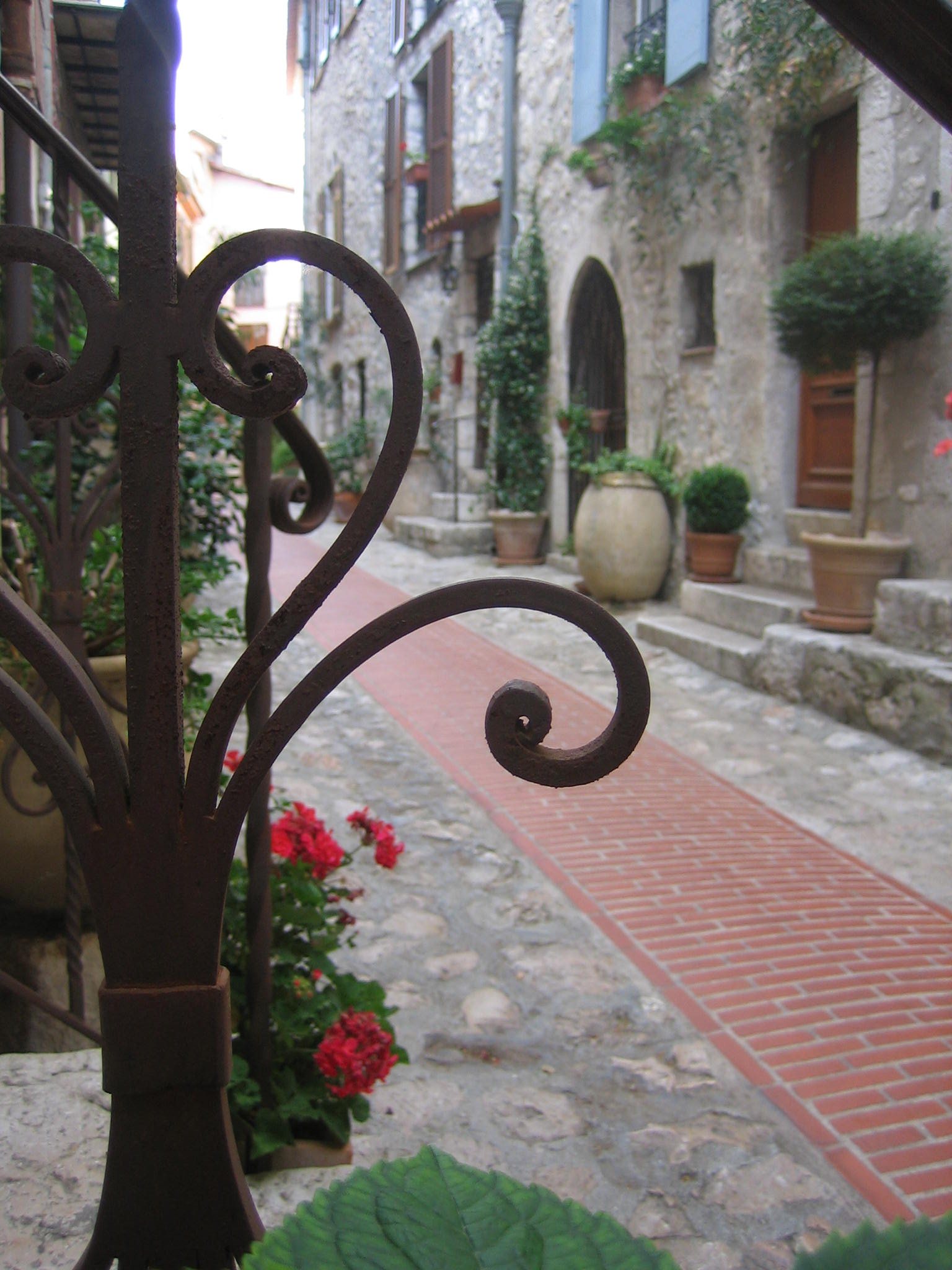
Altstadtgasse
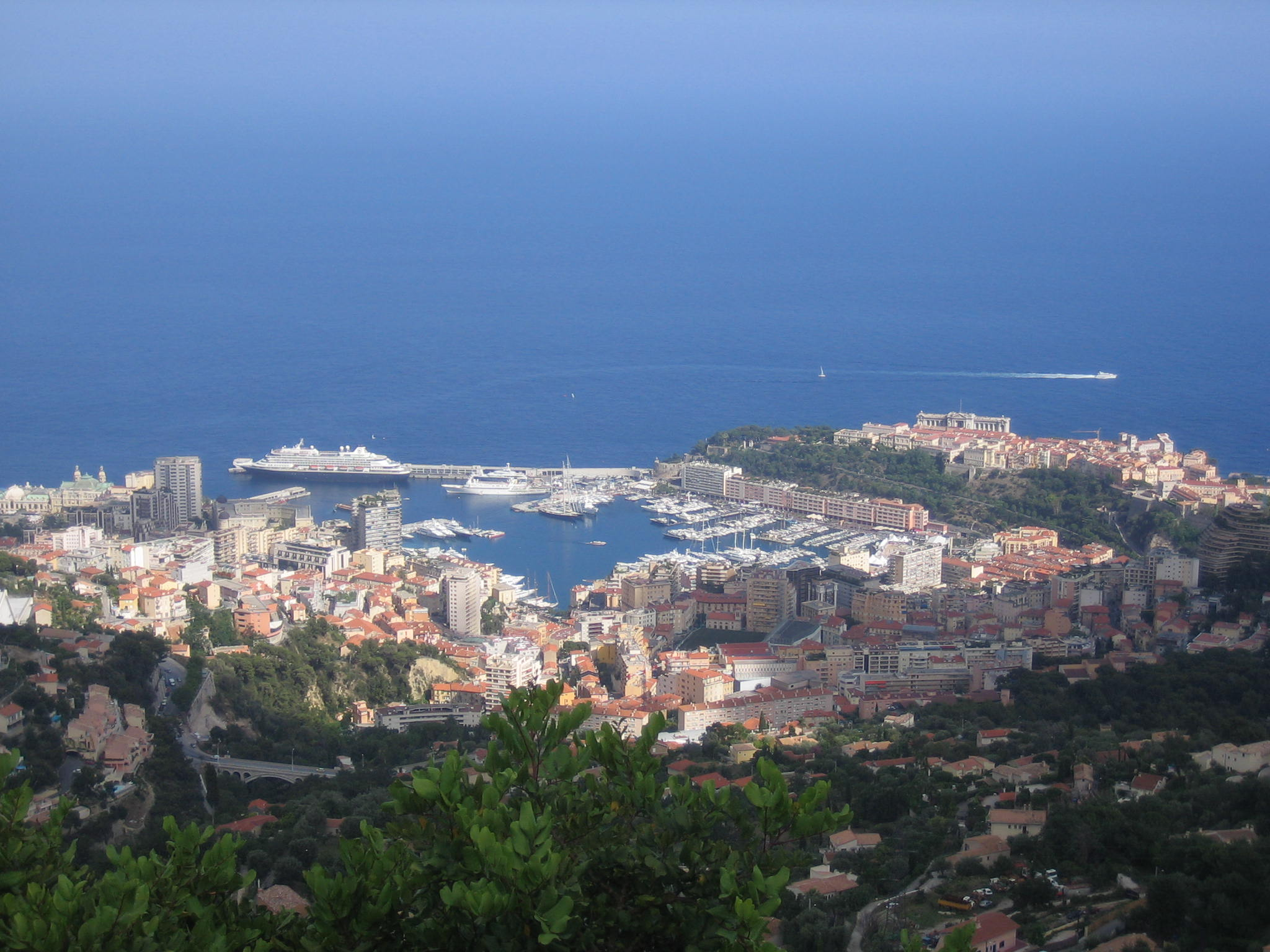
Blick auf Monaco von La Turbie
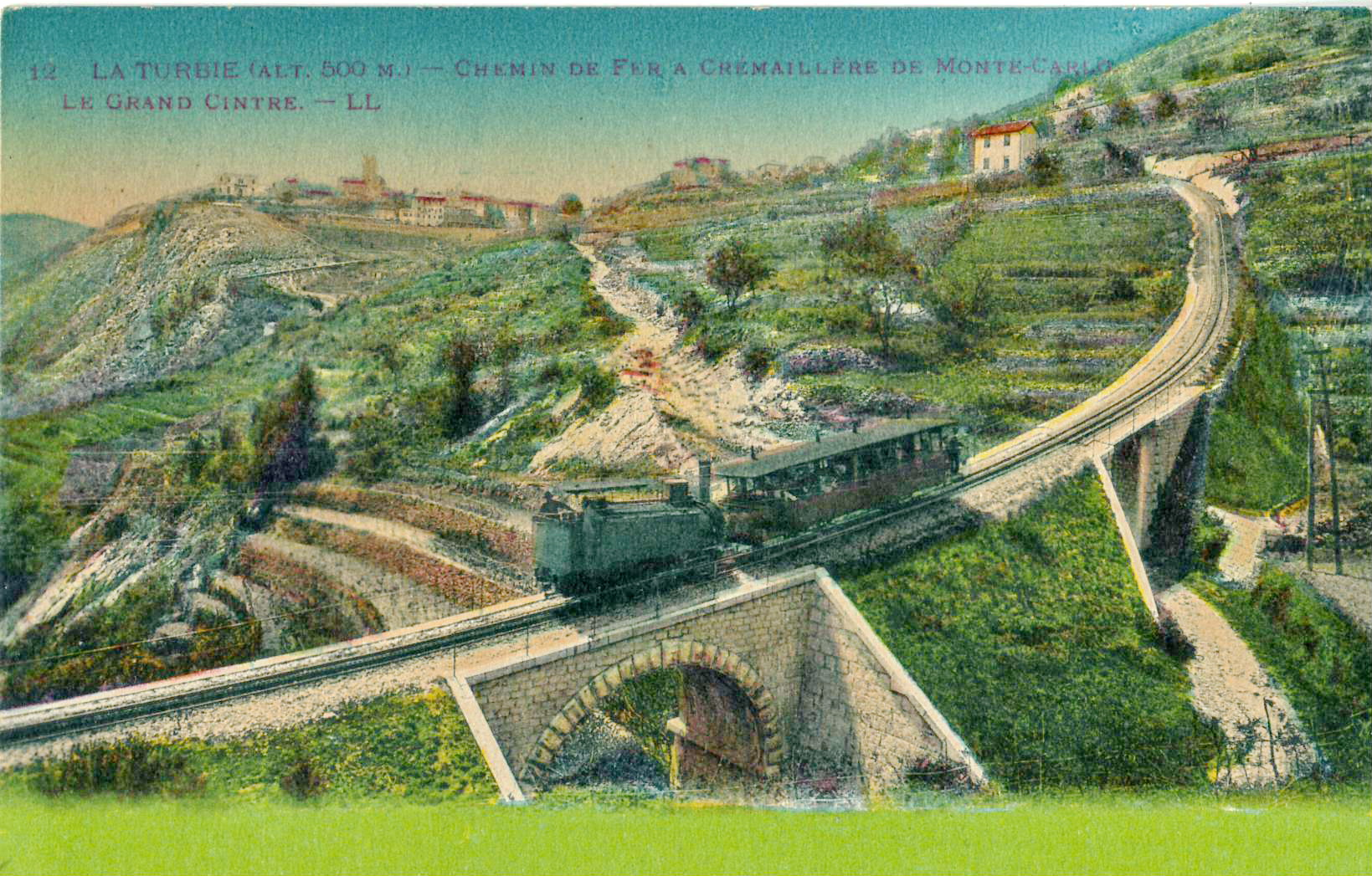
Ehemalige Zahnradbahn

## Radsport
La Turbie wurde mit der Einführung der Etappe der Boucles de Sospel im Jahre 1911 öfters von der Tour de France durchquert. Nachdem die Runde um den Col de Castillon und Col de Braus zunächst gegen den Uhrzeigersinn befahren worden war, diente die Auffahrt von Menton nach La Turbie ab dem Jahr 1913 als Schlussanstieg, ehe die Strecke über die Verlängerung des Col d’Èze nach Nizza führte.
Nach dem Zweiten Weltkrieg wurde die Etappe der Boucles de Sospel aus dem Programm genommen. Im Jahr 1950 wurde auf der 14. Etappe eine Bergwertung der 3. Kategorie in La Turbie abgenommen, die den Namen Mont des Mules trug. Die Auffahrt erfolgte damals von Monaco über die heutige D53. Bei der Tour de France 1952 wurde eine Bergwertung der 2. Kategorie im Ortszentrum von La Turbie ausgefahren, wobei die Auffahrt nun über die D37 von Cap-d’Ail erfolgte. Im Jahr 1955 stand die Auffahrt erneut als Anstieg der 2. Kategorie auf dem Programm, ehe die Nordwestauffahrt von La Trinité im Jahr 1964 nicht-kategorisiert wurde, obwohl sich der Zielstrich kurz drauf in Monaco befand.
In den nachfolgenden Jahren führte die Tour de France nur noch selten in den Großraum von Nizza, wodurch die Steigung bis ins Jahr 2009 nicht mehr befahren wurde. Nachdem die Rundfahrt in Monaco mit einem Einzelzeitfahren gestartet worden war, wurde La Turbie auf der 2. Etappe über die D2564 aus westlicher Richtung kurz nach dem offiziellen Start erreicht. Bevor es weiter auf den Col d’Èze ging, wurde im Ortsgebiet eine Bergwertung der 3. Kategorie ausgefahren.
Bei der Tour de France 2024 erfolgte der Anstieg nach La Turbie auf der ersten Hälfte des Einzelzeitfahrens der abschließenden 21. Etappe über die D53. Von Beausoleil aus, wies die 8,1 Kilometer lange Auffahrt eine durchschnittliche Steigung von 5,6 % auf, ehe die Strecke über den Col d’Èze nach Nizza führte, wo die 111. Austragung der Frankreich-Rundfahrt zu Ende ging. Der Slowene Tadej Pogačar absolvierte die Auffahrt in der schnellsten Zeit, gewann das Einzelzeitfahren und entschied zugleich seine dritte Tour de France für sich.
| Jahr | Etappe     | Bergwertung  | Fahrer            | Auffahrt  | Anmerkung                                 |
| ---- | ---------- | ------------ | ----------------- | --------- | ----------------------------------------- |
| 1950 | 14. Etappe | 3. Kategorie | Fermo Camellini   | D53       | Bergwertung trug den Namen Mont des Mules |
| 1952 | 12. Etappe | 2. Kategorie | Jan Nolten        | D37       |                                           |
| 1955 | 9. Etappe  | 2. Kategorie | Raphaël Géminiani | unbekannt | Küste als Ausgangspunkt der Auffahrt      |
| 2009 | 2. Etappe  | 3. Kategorie | Tony Martin       | D2564     |                                           |
| 2024 | 21. Etappe | 2. Kategorie | Tadej Pogačar     | D53       | Im Rahmen eines Einzelzeitfahrens         |